# Port Loko (district)
Het district Port Loko is gelegen in de provincie Northern in Sierra Leone.

## Belangrijke plaatsen
- Lunsar, de grootste plaats in het district
- Port Loko
- Lungi (met luchthaven Lungi)
- Pepel
- Gbinti